# Maya Diab
Pour les articles homonymes, voir Diab.
 (avril 2012).
Si vous disposez d'ouvrages ou d'articles de référence ou si vous connaissez des sites web de qualité traitant du thème abordé ici, merci de compléter l'article en donnant les références utiles à sa vérifiabilité et en les liant à la section « Notes et références ».
Maya Diab (en arabe : مايا دياب) est une chanteuse, actrice, animatrice, et icône de la mode libanaise née le 12 novembre 1980 à Achrafieh, Beyrouth au Liban.

## Biographie
Maya Diab est née dans une famille chrétienne grecque orthodoxe, d'un père nommé Henri et d'une mère nommée Souad. Elle a un frère nommé Ghassan et deux sœurs, Mona et Grace.
Récompensée par des prix pour sa contribution à la mode, elle est aussi l'ambassadrice des marques Make Up Forever et Sony au Moyen-Orient. Elle anime des émissions sur différentes chaînes de télévision dont « Deal Or No Deal » sur la chaîne égyptienne Al Nahar et puis « Heik Menghanne » sur la chaîne libanaise MTV Lebanon, très populaire dans le monde arabe.
Elle fait partie des The Four Cats jusqu'en 2010 et participe à une douzaine de vidéos clip, un film et plusieurs chansons pop. Depuis, elle collabore avec Ziad Rahbani en tant que comédienne et chanteuse.

## Vie privée
Maya Diab s'est mariée à Abbas Nasser, un riche homme d'affaires libanais, et a eu de lui une fille prénommée Kay née en 2008. Elle a depuis divorcé.

## Discographie

### Singles
| Année | Single                                      |
| ----- | ------------------------------------------- |
| 2010  | Ebn El Youzbashi إبن اليوزباشي              |
| 2011  | Sawa (feat. Ramy Ayach) (سوا (مع رامي عياش  |
| 2011  | Habibi حبيبي                                |
| 2012  | Tawel Balak طول بالك                        |
| 2012  | Ana Helwa Wa Arfa Hali انا حلوة وعارفة حالي |
| 2013  | Shaklak Ma Btaaraf شكلك ما بتعرف            |